# Свинециридий
Свинециридий — бинарное неорганическое соединение
иридия и свинца
с формулой IrPb,
кристаллы.

## Получение
- Сплавление стехиометрических количеств чистых веществ:

{\displaystyle {\mathsf {Ir+Pb\ {\xrightarrow {T}}\ IrPb}}}

## Физические свойства
Свинециридий образует кристаллы
гексагональной сингонии, пространственная группа P 63/mmc, параметры ячейки a = 0,3993 нм, c = 0,5566 нм, Z = 2,
структура типа арсенида никеля NiAs.